# العلاقات بين البرازيل والاتحاد الأوروبي
أقامت البرازيل والاتحاد الأوروبي علاقات دبلوماسية في عام 1960. تربط البرازيل والاتحاد الأوروبي علاقات اقتصادية، وسياسية، وثقافية وتاريخية وثيقة. ففي مؤتمر القمة الأول بين البرازيل والاتحاد الأوروبي، في عام 2007، دخلت البرازيل في شراكةٍ إستراتيجية مع الاتحاد الأوروبي، معززةً بذلك الروابط بينهما. رفعت هذه العلاقة الجديدة من مكانة البرازيل على خارطة الاتحاد الأوروبي السياسية.

## الاتفاقيات
تسير العلاقات الحالية بموجب اتفاقية التعاون الإطاري بين البرازيل والمجتمع الأوروبي (1992)، واتفاقية التعاون الإطاري بين ميركوسور والاتحاد الأوروبي (1995) واتفاقية التعاون التكنولوجي والعلمي (2004). يسعى الاتحاد الأوروبي اليوم إلى عقد اتفاقية تجارة حرة مع ميركوسور، الكتلة التجارية الإقليمية التي تشكل البرازيل جزءًا منها.

## التجارة
يعد الاتحاد الأوروبي شريك البرازيل التجاري الرائد إذ يمثل نحو 18.3% من إجمالي التجارة البرازيلية لعام 2017. وفي عام 2007، استورد الاتحاد الأوروبي ما يعادل 32.3 مليار يورو من البضائع البرازيلية وصدَّر إلى البرازيل بضائع تعادل 21.2 مليار يورو. تشكل المنتجات الأولية (الزراعية في المقام الأول) معظم الصادرات البرازيلية إلى الاتحاد الأوروبي إلا أن ثلثها يتألف من منتجات مُصنعة. أما صادرات الاتحاد الأوروبي إلى البرازيل فتتكون في الأساس من آلات مصنعة، ومعدات نقل، ومواد كيميائية. وفيما يتعلق بالسلع، تتمتع البرازيل بفائض تجاري مع الاتحاد الأوروبي؛ ولكن لديها عجز من حيث الخدمات. يُعد الاتحاد الأوروبي أيضًا مستثمرًا رئيسيًا في البرازيل برأس مالٍ استثماري بلغ 88 مليار دولار في عام 2006 جاعلًا منه أكبر مستثمر منفرد في البلاد.

## التعاون عبر الحدود
تشترك البرازيل والاتحاد الأوروبي بحدود تمتد إلى 673 كم بين ولاية أمابا وغويانا الفرنسية التابعة لأقاليم ما وراء البحار الفرنسية. يتسم التعاون عبر الحدود بين البلدين بقدرٍ متزايدٍ من الحيوية. ويتيح هذا التعاون إمكانية تحسين اندماج غويانا الفرنسية في بيئتها الجغرافية. استجابةً لمخاوف كلا الطرفين بشأن مختلف المخاطر العابرة للحدود، وتشجيعًا على تعزيز التجارة والتبادل البشري وتنميةً لاقتصاد حوض الأمازون، مع احترام السكان المحليين والبيئة غير العادية. من شأن منح فرسا، بمبادرة من البرازيل، مركز المراقب في منظمة اتفاقية التعاون في الأمازون، أن يعزز هذا التعاون. سيجعل بناء جسر نهر أويابوك على نهر أويابوك، الذي تقرر خلال زيار الرئيس لولا إلى فرنسا، ربط طريق كايين ماكابا ممكنًا. تم افتتاح الجسر في عام 2017.

## التاريخ
منذ نهاية الفترة الاستعمارية، احتفظت البرازيل حتى يومنا هذا بتراثٍ من العلاقات الوطيدة مع كافة البلدان الأوروبية، ولذا فإن العنصر الجديد الوحيد الموجود في فكرة إقامة علاقات بين البرازيل والاتحاد الأوروبي هو الاتحاد الأوروبي نفسه، الذي يجسد، ويقيِّم ويرغب في زيادة التطوير المنهجي والمستمر الخاص بالتعاون طويل الأمد بين المنطقتين. سعت عدة مبادرات إلى إضفاء الطابع الرسمي على هذه الروابط الوثيقة على جميع المستويات، بدءًا بالاتفاقية الإطارية للتعاون بين السوق الأوروبية المشتركة والبرازيل عام 1992. في 4 يوليو 2007، عقد الاتحاد الأوروبي، برئاسة برتغالية، والبرازيل أول مؤتمر قمة بين الاتحاد الأوروبي والبرازيل. حيث تبادل الاتحاد الأوروبي والبرازيل الآراء بشأن عددٍ من القضايا العالمية، والإقليمية والثنائية. واتفقا على تحسين علاقتهما الثنائية طويلة الأمد ولا سيما تعزيز الحوار السياسي على أعلى مستوى سياسي. في مؤتمر القمة، أقام الاتحاد الأوروبي والبرازيل شراكةً استراتيجيةً شاملة، تستند إلى الروابط الاقتصادية، والثقافية والتاريخية الوثيقة بين الطرفين.